# Eugènia Bieto Caubet
Eugènia Bieto Caubet, més coneguda simplement com a Eugènia Bieto (Barcelona, 1950) és professora i ha estat la primera dona directora d'ESADE, una de les 50 escoles de negocis més prestigioses del món, des que fou escollida per a dirigir-la el febrer de 2010, substituint al seu anterior director, Carlos Losada. Es mantingué com a directora de l'Escola, de la qual fou també alumna, fins al 2010, en que fou substituïda en el carrec per Koldo Echebarría. Malgrat ser una experta en afers financers, mostra especial interès per els projectes emprenedors, i desenvolupa polítiques públiques del Foment del Esperit Emprenedor. Va estudiar empresarials, va realitzar un màster en Direcció de Empreses i es va doctorar a la Universitat Ramon Llull de Barcelona.
El 2025 fou inclosa a la llista Forbes de les 100 dones més influents de Catalunya.

## "Que la dona també lideri és un acte de justícia"
En una entrevista a la Vanguardia, Bieto Caubet comenta les iniciatives que des de ESADE volen fomentar la igualtat de gènere a les empreses on al·lega "els càrrecs de responsabilitat continuen copats per homes". Es tracta dels programes Promociona per a acompanyar i augmentar el nombre de dones líders i el Progresa per a aquelles que es troben en un nivell intermedi. Finalment, el programa Noies imparables està dissenyat per a fomentar l'interès per a la direcció i gestió entre noies de setze anys. Sobre la importància que la dona lideri empreses i equips, l'exdirectora general d'ESADE argumenta que es tracta d'un acte de justícia perquè les dones valen exactament el mateix que els homes i perquè és una oportunitat de creixement per a les empreses."Com més diversos són els equips de feina, més creatius i innovadors es tornen" i sobre les dinàmiques didàctiques a les escoles de negoci admet" ens hem d'esforçar per estudiar més casos en què les dones directives siguin protagonistes. A més, la investigació també ha de tenir una perspectiva de gènere"